# 宽昭粗叶木
宽昭粗叶木（学名：Lasianthus kurzii var. howii）为茜草科粗叶木属下的一个变种。

## 扩展阅读
- 維基物種上的相關：宽昭粗叶木